# Gilbert Abbott à Beckett
Gilbert Abbott à Beckett, et né le 9 janvier 1811 à Londres et mort le 30 août 1856 à Boulogne-sur-Mer, est un écrivain humoriste et journaliste.

## Biographie
Gilbert Abbott à Beckett naît le 9 janvier 1811 à Grange, Haverstock Hill, Londres. Il est membre d'une ancienne famille du Wiltshire qui prétend descendre directement du père de saint Thomas Becket, archevêque de Canterbury.
Il fait ses études à la Westminster School et, suivant les traces de son père, William à Beckett (un ardent partisan de la réforme municipale), il embrasse la profession d'avocat et est admis au barreau de Gray's Inn, dont son père était également membre. Dès son plus jeune âge, il consacre une grande partie de son temps à la littérature. Lorsqu'il est à Westminster, en collaboration avec son frère aîné William, il lance deux journaux, intitulés respectivement le Censor et le Literary Beacon, qui  attirent beaucoup d'attention. Par la suite, il produit et est le premier rédacteur du Figaro in London (illustré par Seymour et Cruikshank), le précurseur immédiat de Punch. Il fait ensuite partie de l'équipe originale de Punch. Pendant de nombreuses années, il est l'un des principaux rédacteurs en chef du Times et du Morning Herald; et sous la signature The Perambulating Philosopher, il contribue à une série d'articles pour l' Illustrated London News, reprise ensuite sous d'autres titres par M. Shirley Brooks et M. George Augustus Sala.
Gilbert Abbott à Beckett meurt le 30 août 1856 à Boulogne-sur-Mer.